# Stazione di Casamassima
La stazione di Casamassima è una stazione ferroviaria al servizio del comune di Casamassima, nella città metropolitana di Bari. È posta sulla ferrovia Mungivacca-Putignano ed è gestita dalle Ferrovie del Sud Est. La stazione è entrata in servizio nel 1905.
Nel corso del 2023 la stazione è stata ammodernata con la sistemazione dei marciapiedi e il rinnovo della segnaletica di stazione conformata a quella utilizzata da Rete Ferroviaria Italiana, oltre a piccole modifiche nella stazione stessa.

## Servizi
La stazione dispone di:
- Biglietteria a sportello e automatica
- Servizi igienici
- Area per l'attesa
- Accessibilità per portatori di handicap
- Parcheggio di scambio
- Fermata autolinee extraurbane

## Movimento
La stazione è servita dai treni regionali svolti dalle Ferrovie del Sud Est nella relazione Bari - Putignano via la linea 1 bis.